# پنگبا
پنگبا (به لاتین: Pengba) یک شهرک در جمهوری خلق چین است که در شهرستان لودینگ واقع شده‌است.